# Guettarda cordata
Guettarda cordata är en måreväxtart som beskrevs av Carl Sigismund Kunth. Guettarda cordata ingår i släktet Guettarda och familjen måreväxter.
Artens utbredningsområde är Colombia. Inga underarter finns listade i Catalogue of Life.